# Fay et Fanchette
Pour plus de détails, voir Fiche technique et Distribution.
Fay et Fanchette (Broadway Nights) est un film américain réalisé par Joseph Boyle, sorti en 1927.
Le film marque les débuts de Sylvia Sidney, de Barbara Stanwyck, et d'Ann Sothern. Le film est considéré comme perdu.

## Fiche technique
- Titre : Fay et Fanchette
- Titre original : Broadway Nights
- Réalisation : Joseph Boyle
- Scénario : John W. Conway, Forrest Halsey et Earle Roebuck d'après une histoire de Norman Houston
- Production : Robert Kane
- Société de production : Robert Kane Productions
- Distribution : First National Pictures
- Photographie : Ernest Haller
- Montage : Paul F. Maschke
- Direction artistique : Robert M. Haas
- Costumes : Francis 'Bunny' Weldon
- Pays de production : États-Unis
- Langue : anglais
- Format : Noir et blanc - 35 mm - 1,33:1 - Film muet
- Genre : Drame romantique
- Durée : 72 minutes
- Date de sortie :
  - États-Unis : 15 mai 1927

## Distribution
- Sam Hardy : Johnny Fay
- Lois Wilson : Fanny Franchette
- Louis John Bartels : Baron
- June Collyer : Elle-même
- Georgette Duval : Elle-même
- Philip Strange (en) : Bronson
- Henry Sherwood : Lui-même
- Sylvia Sidney : Elle-même
- Francis "Bunny" Weldon : Producteur de Nightclub
- De Sacia Mooers : Texas Guinan
- Barbara Stanwyck : Fan dancer
- Ann Sothern : Fan dancer